# Corethrella vittata
Corethrella vittata är en tvåvingeart som beskrevs av Lane 1939. Corethrella vittata ingår i släktet Corethrella och familjen Corethrellidae. Inga underarter finns listade i Catalogue of Life.